# Рабига, Роберт
Роберт Рабига (нем. Robert Rabiega; 1 февраля 1971) — немецкий шахматист, гроссмейстер (2002). Тренер.
В составе сборной ФРГ участник чемпионата мира по шахматам среди юниоров в г. Инсбруке (1987).
Четырёхкратный чемпион Германии по блицу (в 2002, 2003, 2008 и 2014), трёхкратный чемпион Германии по рапиду (1998—2000).
Вершины шахматной карьеры достиг 1 апреля 2008 года, с отметкой 2560 пунктов занимал 17 позицию в рейтинг-листе немецких шахматистов.

## Изменения рейтинга
| Графики недоступны из-за технических проблем. См. информацию на Фабрикаторе и на mediawiki.org. |